# Hôpital de la Charité (Saint-Étienne)
Pour les articles homonymes, voir Hôpital de la Charité.
L'hôpital de la Charité de Saint-Étienne est un hôpital de Saint-Étienne dans le département de la Loire. La chapelle et l'escalier monumental sont inscrit au titre des monuments historique en 1979. Le bâtiment administratif est partiellement inscrit (pour ses façades et toitures, montée d'escalier, palier du premier étage et salle d'honneur) au titre des monuments historiques par arrêté du 2 décembre 2002.

## Historique
La Charité est fondée en 1682, tandis que les premiers bâtiments sont construits en 1690-1693. La chapelle est construite entre 1708 et 1741 en grès houiller. Deux nouveaux bâtiments sont construits au XIXe siècle par Léon Lamaizière, à l’angle de la rue Badouillère et de la rue Saint-Roch.

Après la Première Guerre mondiale, les bâtiments sont réhabilités ou reconstruits sur place sous la direction de l'architecte Henri Lasserre. Ainsi, un nouveau bâtiment réservé à l'administration de style Art déco est construit le long de la rue Michelet. À partir de 1933, Maurice Denis réalise le décors de la salle de la réunion, illustrant des bâtiments des hospices : l'aérium de la Sablière à la Talaudière, le préventorium de Riocreux, et la maison de cure hélio-marine de Palavas-les-Flots.

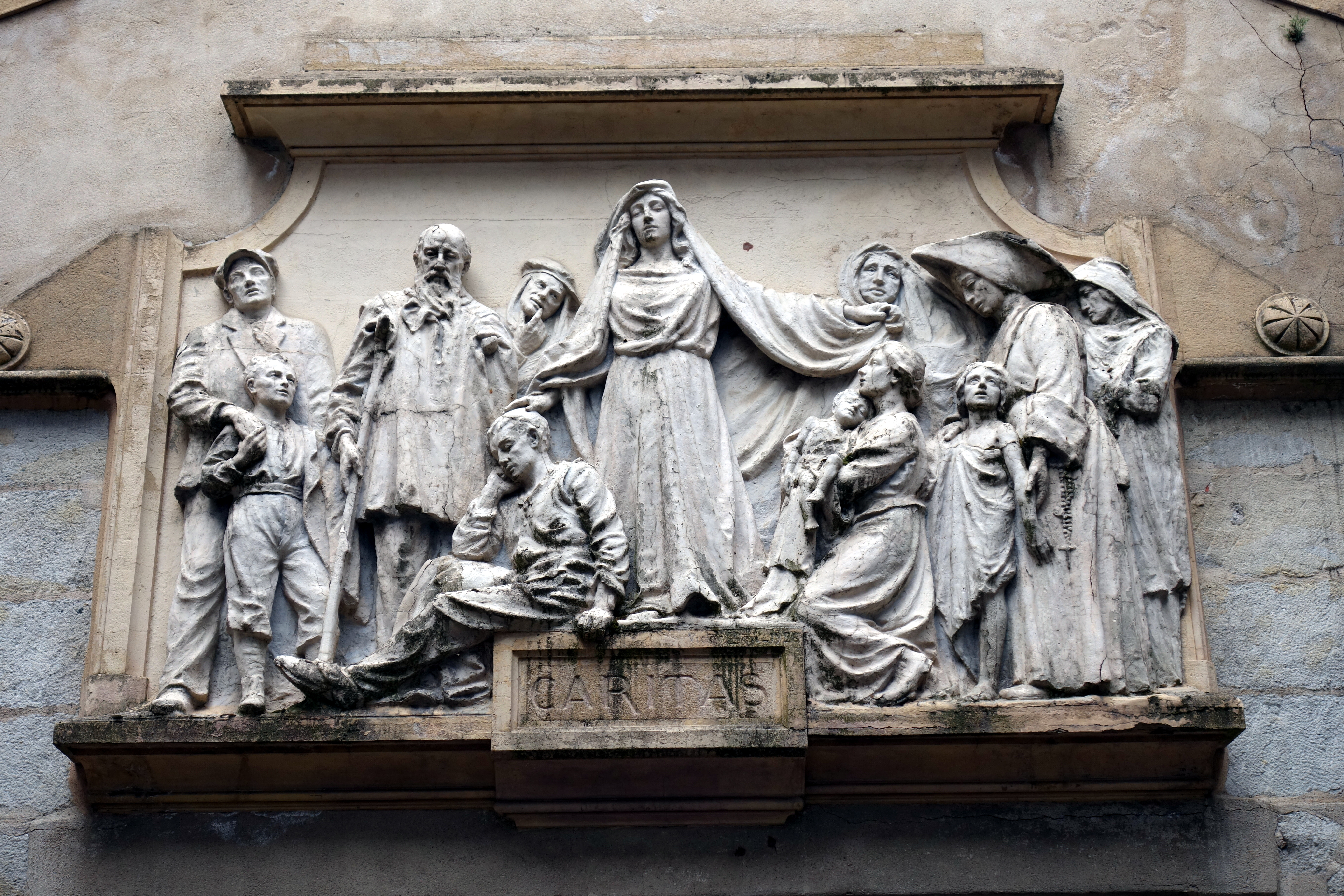
La Charité par Victor Zan.
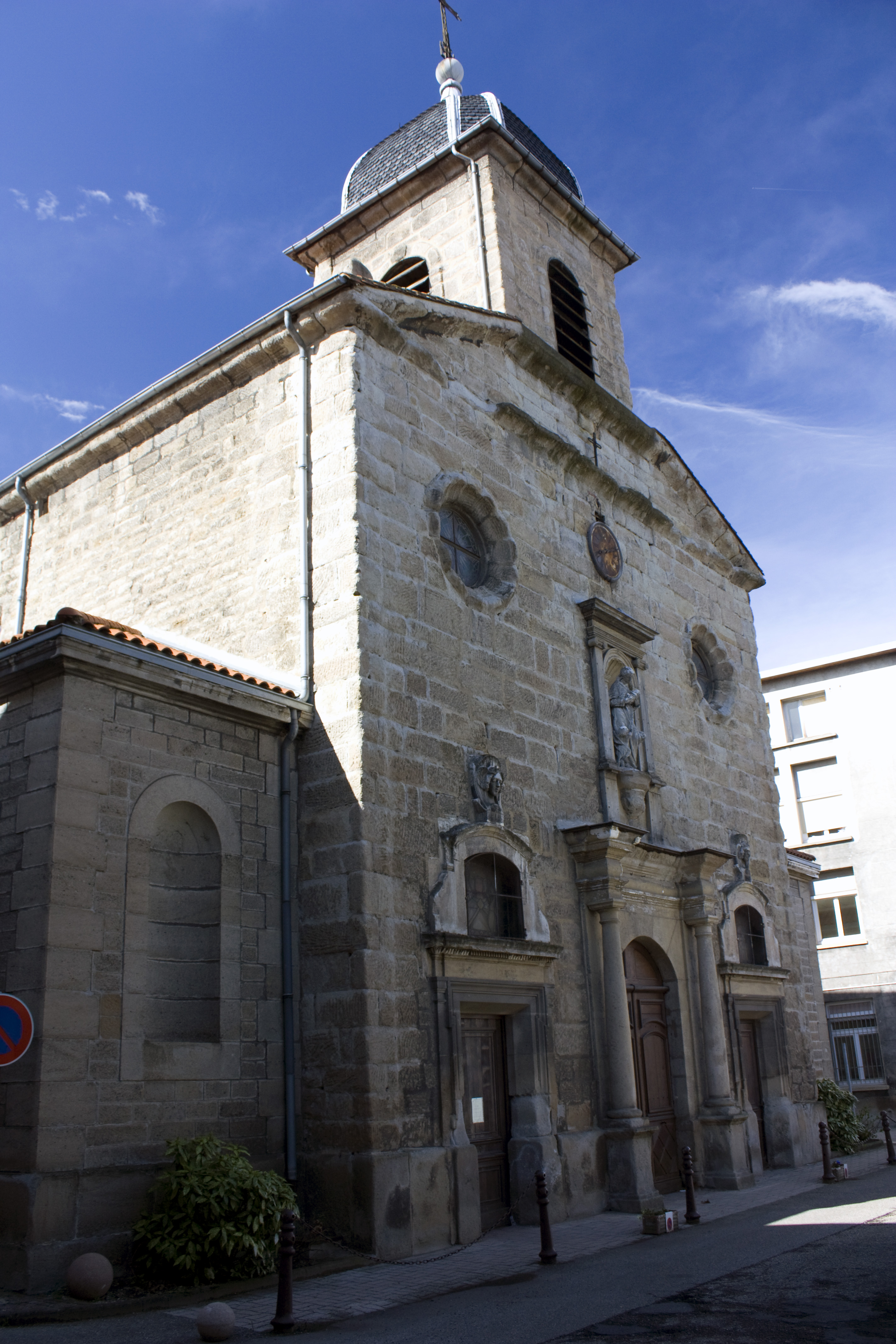
Chapelle.
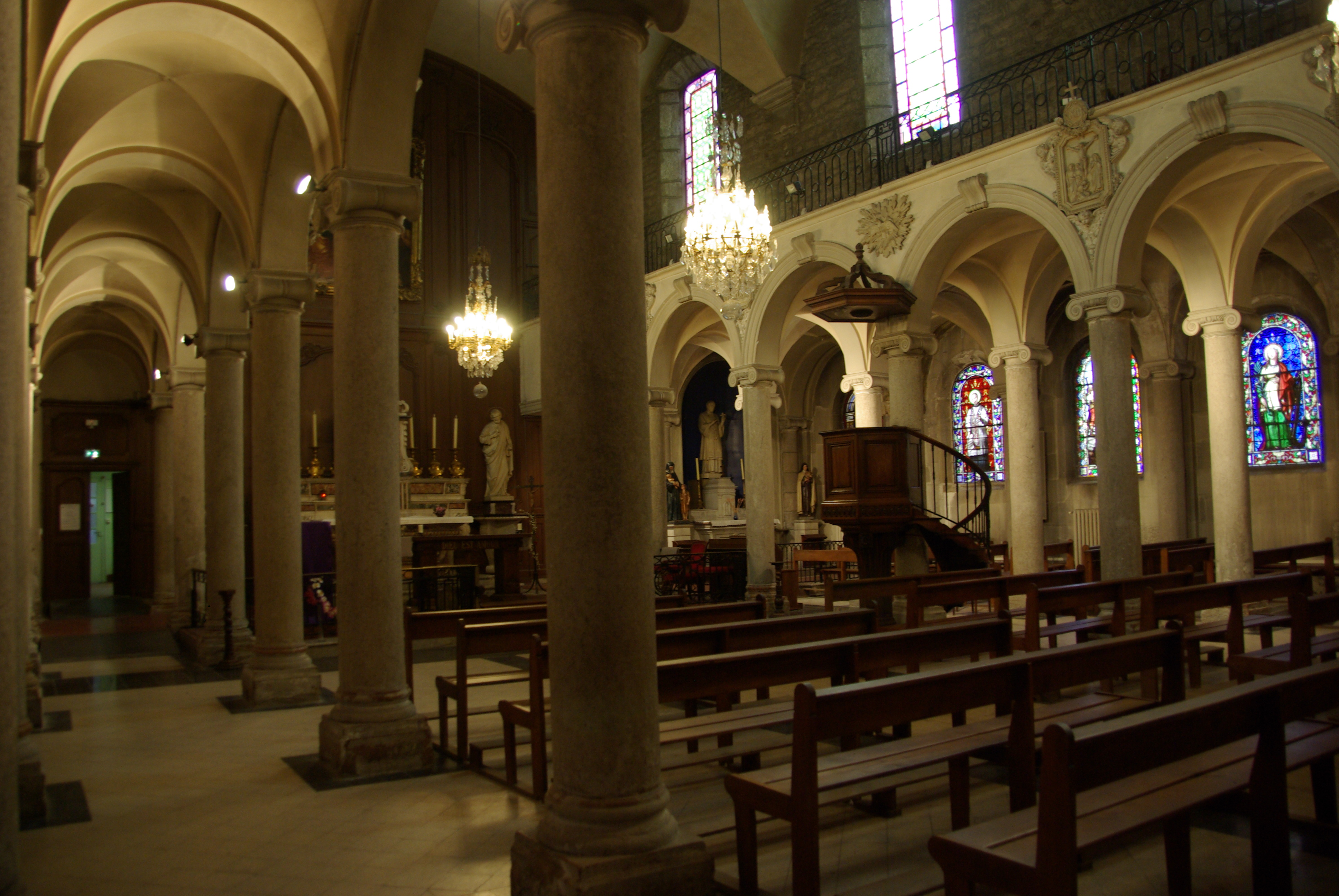
Intérieur de la chapelle.
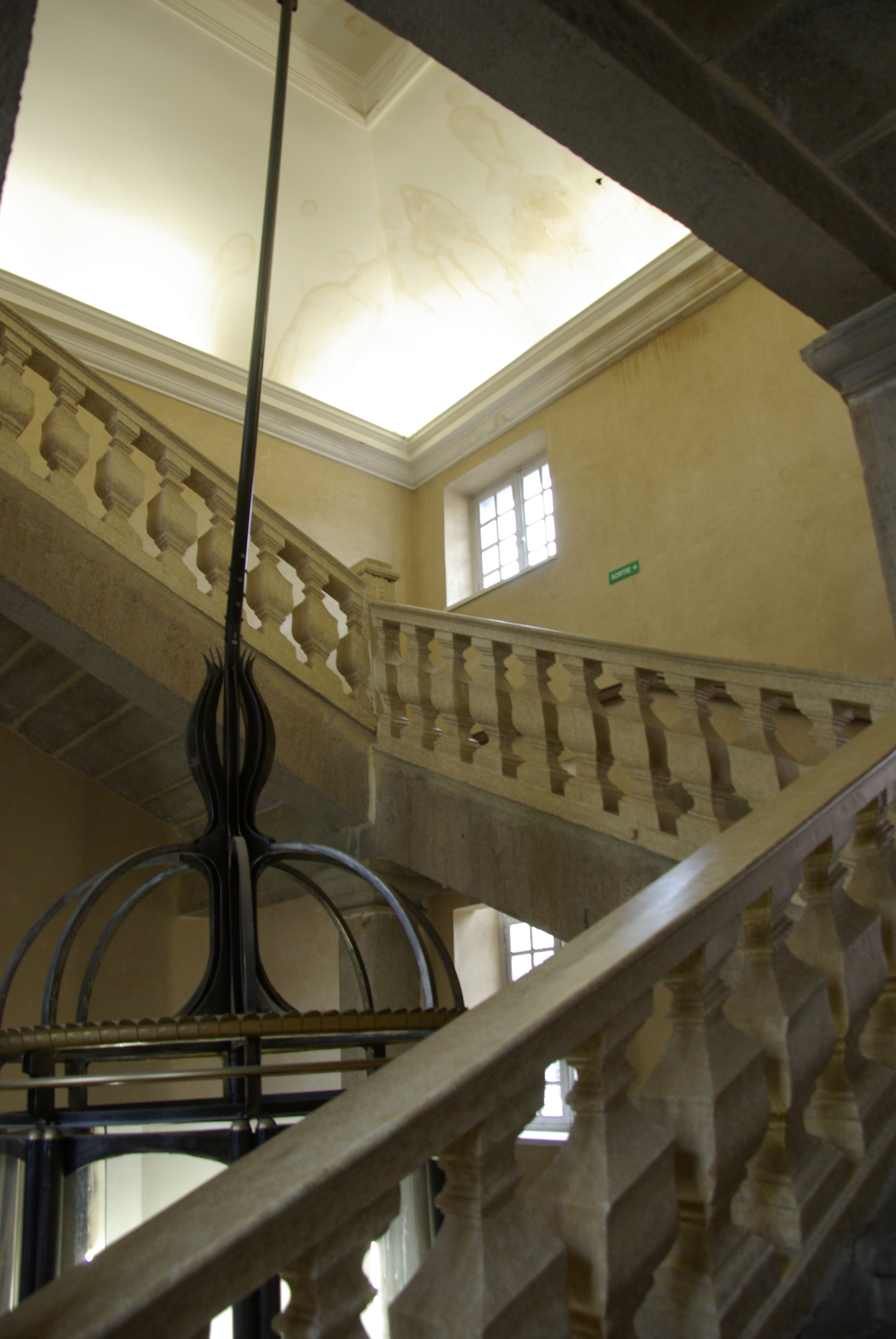
Escalier d'honneur.
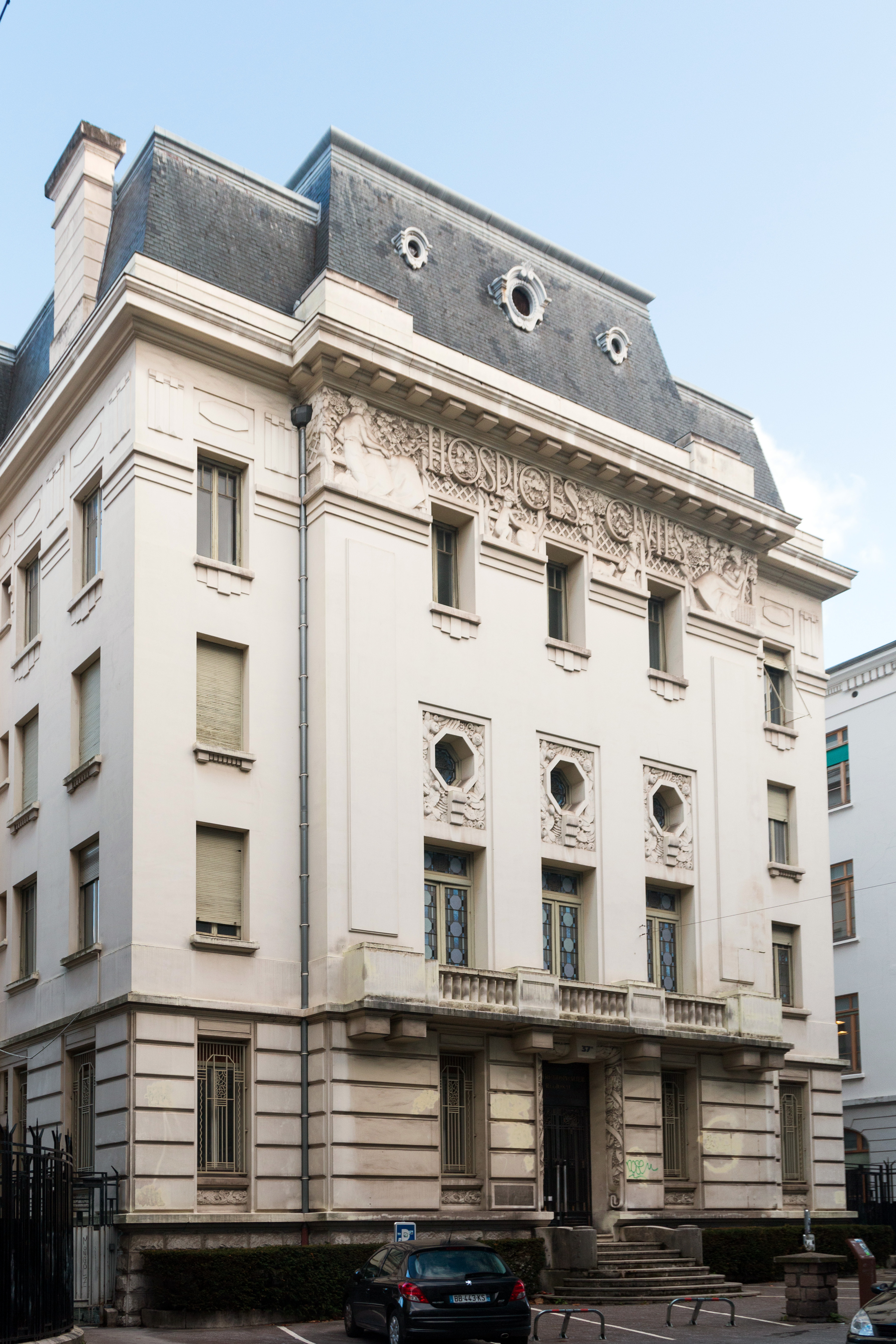
Bâtiment administratif.
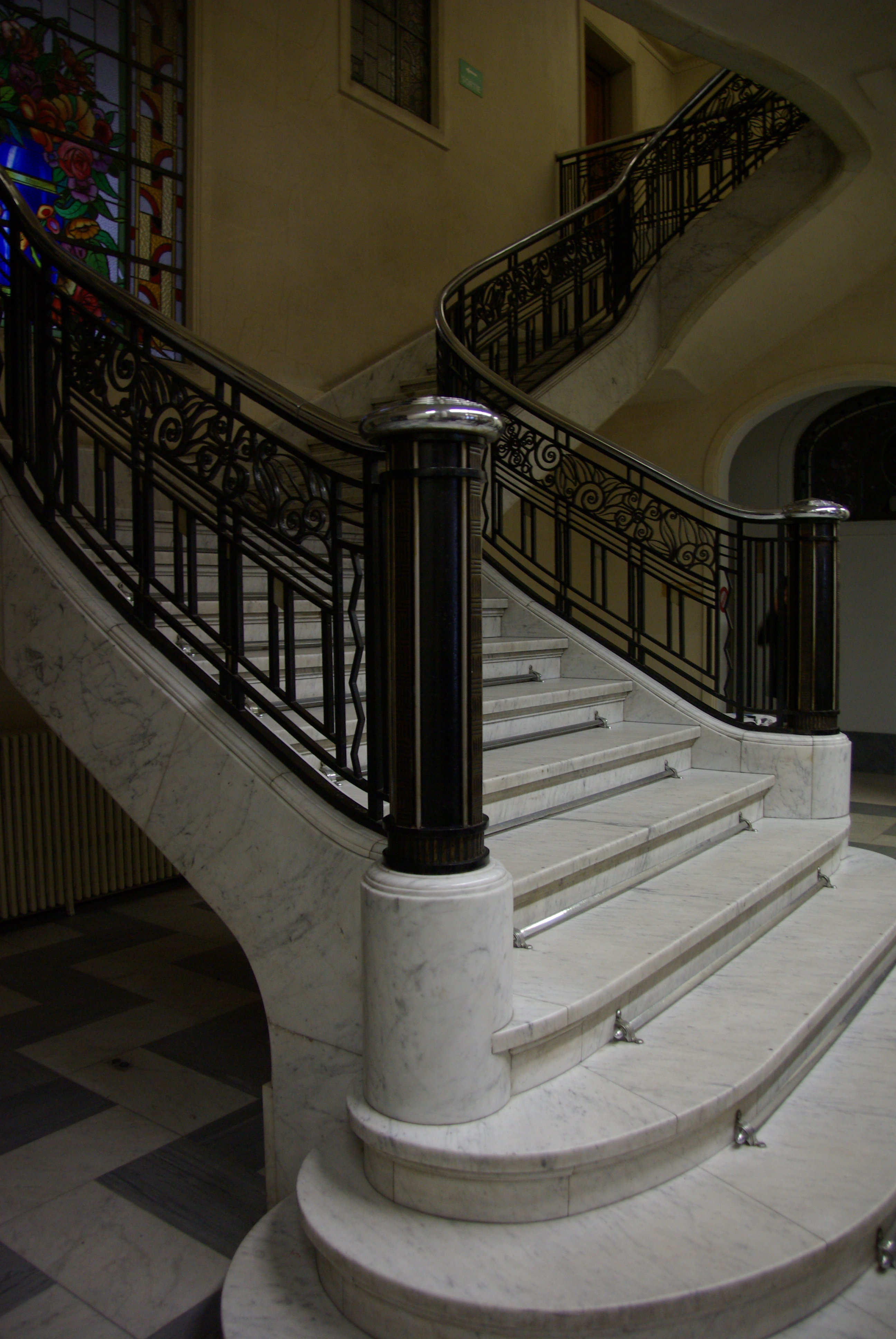
Escalier Art déco du bâtiment administratif.
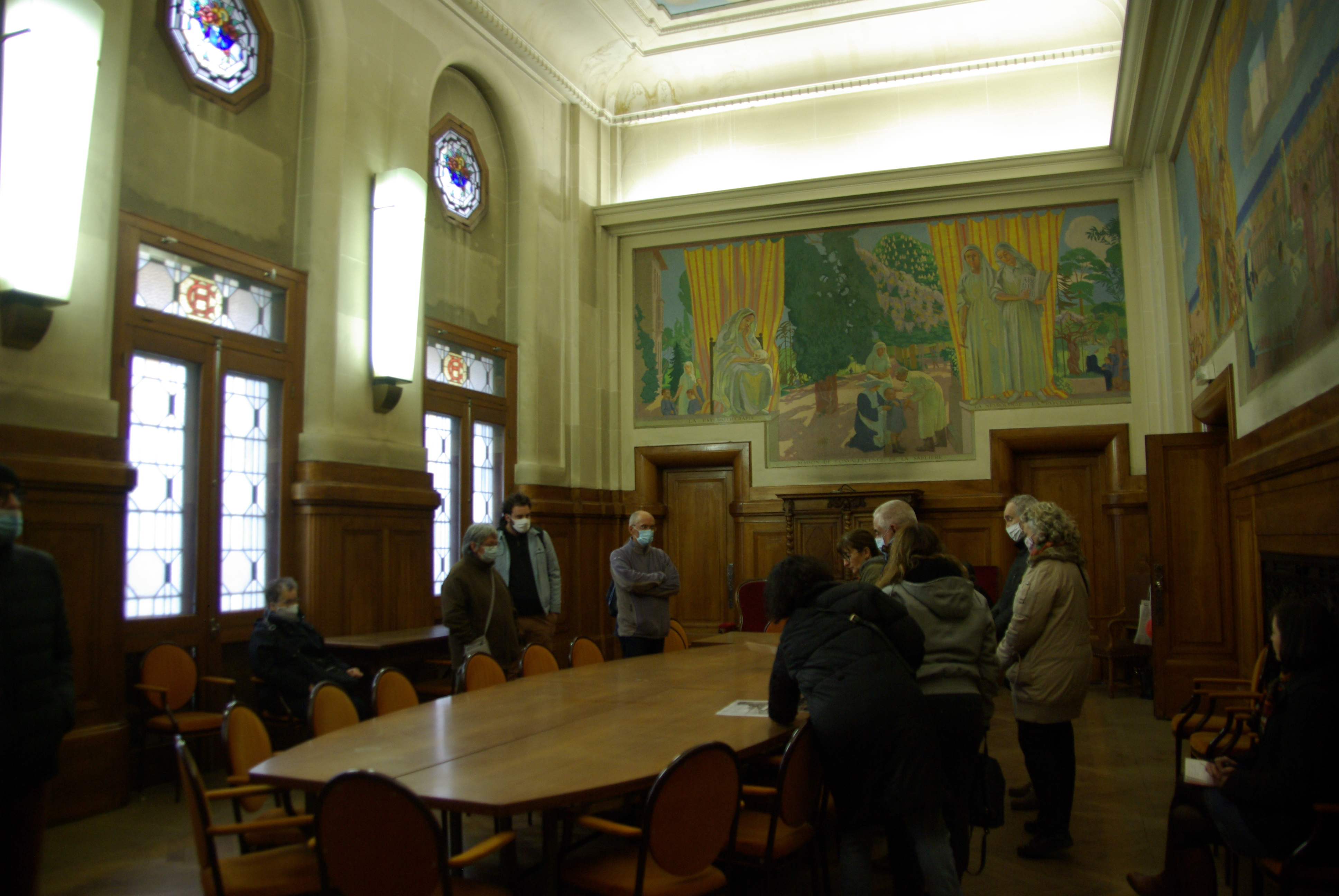
Salle de réunion du bâtiments administratif avec les peintures de Maurice Denis.